# Räbeliechtli

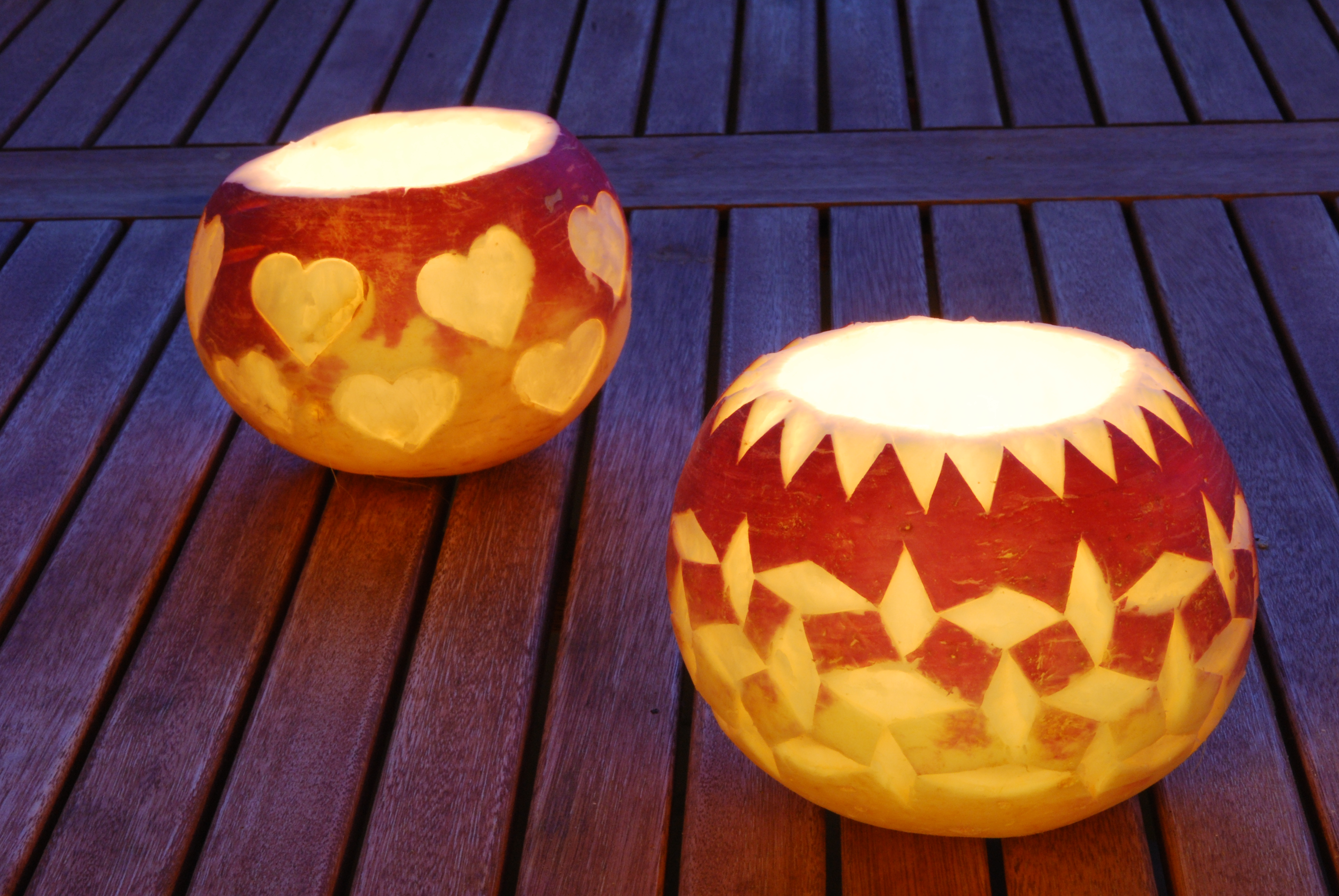
Lanterne di rapa

Räbeliechtli (in tedesco alemanno) o Räbenlicht (in tedesco) è una festa tradizionale di origine nordica che si tiene nel mese di novembre nei paesi germanofoni ed in particolare nella Svizzera tedesca. La parola Räbeliechtli è composta dalle parole Räbe, che significa rapa, liecht o licht che significa luce/lanterna e il diminutivo li, ovvero "Piccola lanterna di rapa". Infatti la particolarità di questa festa è la sfilata che viene fatta all'imbrunire, in cui bambini e ragazzi camminano illuminando le vie del quartiere con delle rape, appositamente svuotate ed intagliate, con un lumicino al loro interno.

## Origine e fabbricazione
La festa ha radici già nel medioevo, quando il giorno di San Martino (l'11 novembre) si riscuotevano i tributi annuali e si organizzavano lauti banchetti. Lo stesso giorno si organizzavano dei cortei con delle rape illuminate, rape che indicavano l'alimento di base, come può essere la patata ai giorni nostri.
Le lanterne vengono create per lo più dai bambini che dapprima le svuotano con un cucchiaio, uno scavino o un altro strumento e poi le decorano incidendole ed intagliandole nella parte violacea della buccia con l'aiuto di coltelli affilati, tagliabiscotti o quant'altro possa essere loro utile. I soggetti delle decorazioni sono in genere gli astri come il sole, la luna e le stelle, ma non ci sono vincoli e i bambini possono scegliere liberamente cosa incidere. Le rape così fatte vengono poi appese a tre fili di corda e trasportate a mano o legate ad un bastone. Al loro interno viene infine accesa una candela od un lumicino, così da renderle delle lanterne.

## Räbechilbi

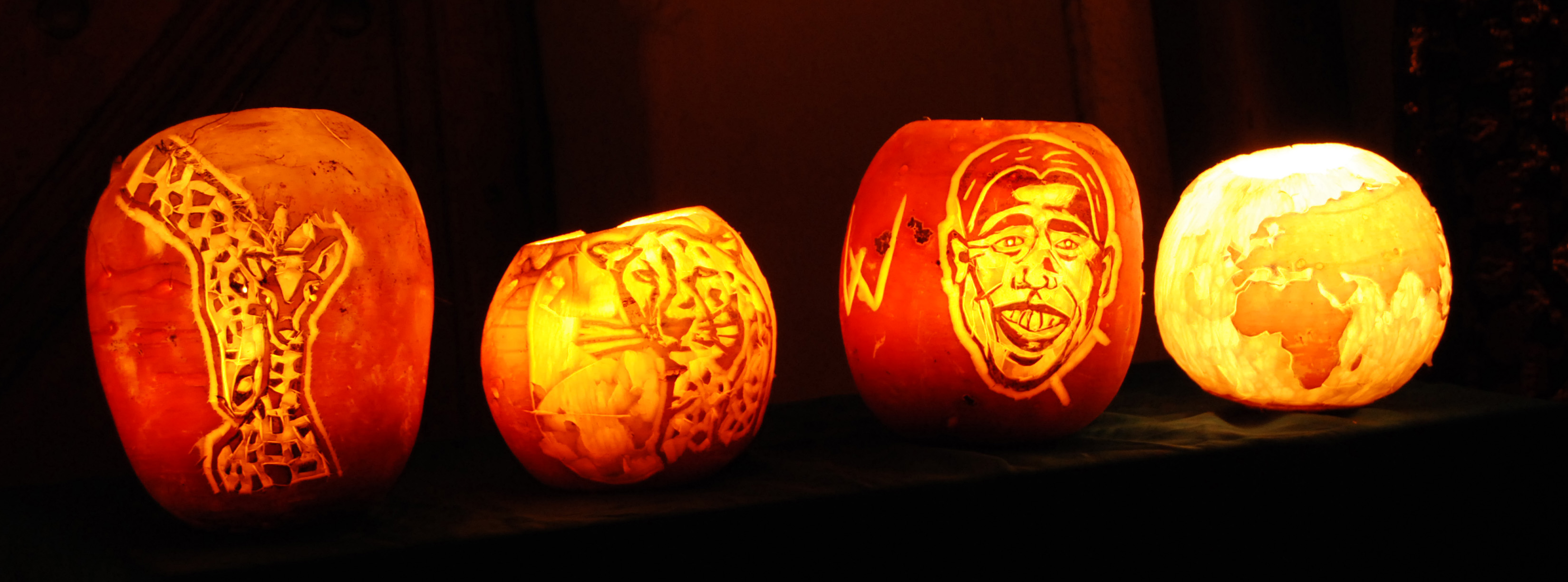
Rape minuziosamente intagliate lungo le strade di Richterswil (2008)

Räbechilbi è la variante della festa di Räbeliechtli festeggiata a Richterswil, città sul lago di Zurigo, ed è considerata la più bella e famosa della Svizzera. Viene organizzata dall'ufficio turistico locale dal 1908 e nel tempo si è ampliata diventando una festa di richiamo extraregionale. Si svolge il secondo sabato di Novembre ed a sfilare per le strade buie, non sono solo i bambini con le lanterne, ma veri e propri carri illuminati da rape intagliate. 

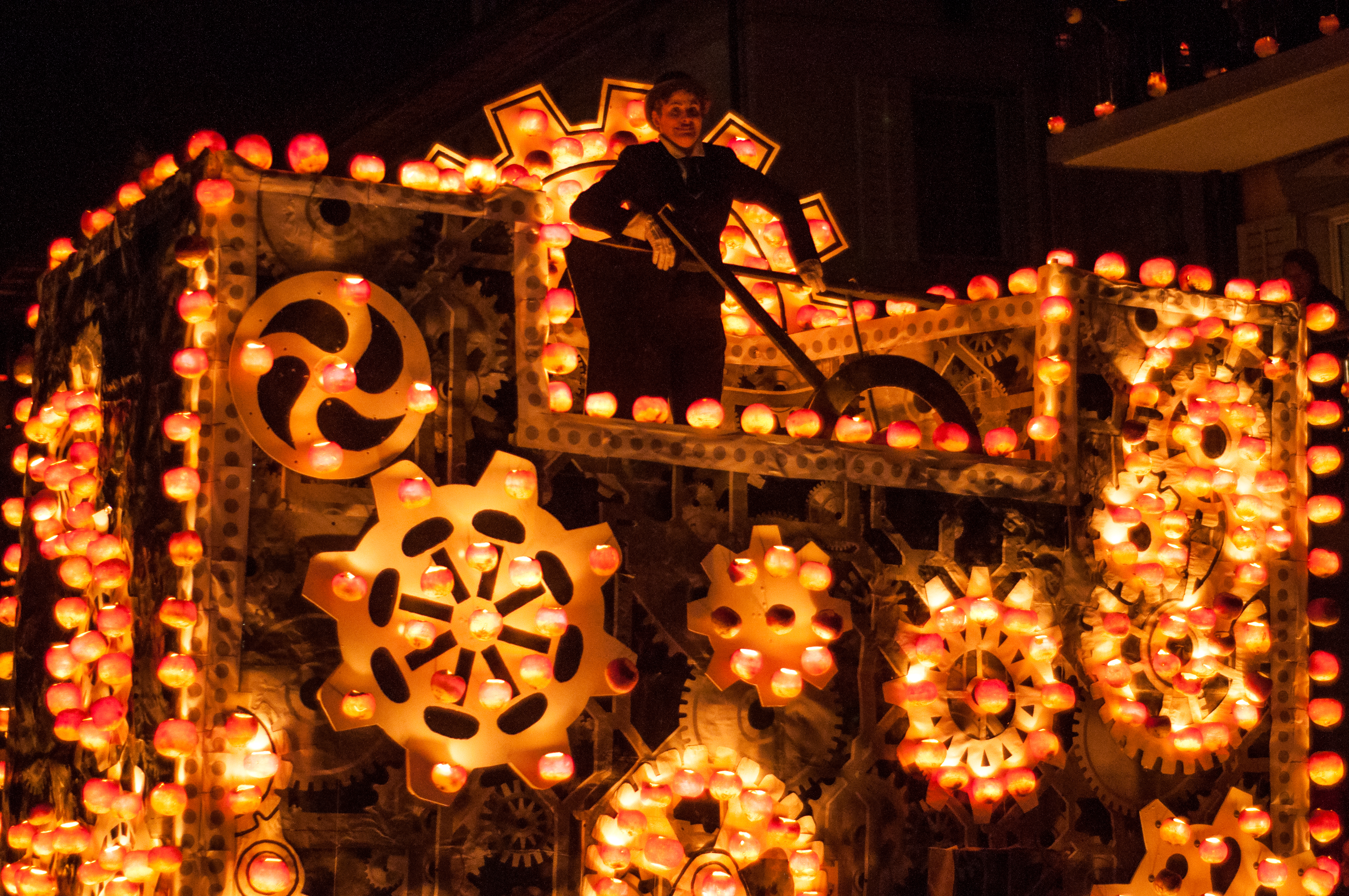
Carro illuminato per Räbechilbi (2014)